# کاملیا انتخابی‌فرد
کامِلیا انتخابی‌فرد (متولد ۱۳۵۱ در تهران) نویسنده، روزنامه‌نگار و مفسر خبر اهل ایران است که بیشتر به مسایل مربوط به سیاست خارجی ایران، کشورهای حاشیه خلیج فارس و افغانستان می‌پردازد.
گزارش‌های او در نشریات بین‌المللی مانند نیویورک تایمز، لوموند دیپلماتیک، هافینگتون پست، الاهرام، شرق الاوسط، الحیات و الجزیره و العربیه به چاپ رسیده است.

## کتاب
کتاب او با نام نجات شما در راستگویی است در مارس سال ۲۰۰۷ منتشر شده است. کتاب این نویسنده، از ایران قبل از انقلاب، انقلاب و سپس دوره اصلاحات روایت می کند. در سال ۲۰۰۷ میلادی، این کتاب به انگلیسی منتشر و سپس به زبان‌های عربی، ایتالیایی، ترکی، پرتغالی و هندی ترجمه شد.
در این کتاب او می نویسد که مادرش طرفدار محمدرضا پهلوی بود و فاش می کند که رابطه عاشقانه با بازجویش، سبب آزادی زودتر از هنگام او از زندان توحید گردید.

## تحصیلات
کاملیا انتخابی‌فرد دارای کارشناسی ارشد روزنامه‌نگاری از دانشگاه نیویورک و کارشناسی ارشد روابط بین‌الملل در حوزه خاورمیانه از دانشگاه کلمبیا است و  در شهر نیویورک اقامت دارد.

## فعالیت‌ها
کاملیا انتخابی‌فرد، از اعضای سابقِ نخستین هیئت تحریریه روزنامه همشهری بود. وی از خردسالی عضو بخش آفرینش‌های ادبی کانون پرورش فکری کودکان و نوجوانان بود و جوایز بسیاری در کانون پرورش فکری کودکان و نوجوانان و بنیاد شعر جوان و دیگر جشنواره‌های ادبی به وی تعلق گرفت. نقاشی را زیر نظر فیروزه گل‌محمدی تکمیل و تاکنون دو نمایشگاه نقاشی در گالری شفق و گالری سیحون در تهران برگزار کرده است.
کاملیا انتخابی‌فرد، روزنامه‌نگاری را در سال ۱۳۷۱ و با مجله زن روز از گروه نشریات کیهان آغاز نمود. گزارش‌های وی در مجلات شباب، بهار، کیهان هوایی و آیش نیر به چاپ رسیده است. وی در روزنامه توقیف شده زن نیز به عنوان گزارشگر ویژه مشغول به کار بود. برای اولین بار پس از انقلاب و قطع رابطه با آمریکا، به همراه یک گروه چهار نفره از روزنامه نگاران ایرانی به دعوت نشریه آمریکایی بوستون گلوب در سال ۱۳۷۸ به آمریکا رفت. انتخابی‌فرد تا پیش از توقیف روزنامه زن، از جنگ در کوزوو، سقوط مزارشریف به دست طالبان در افغانستان و همچنین از پاکستان و اردن گزارش‌های اختصاصی برای روزنامه زن تهیه کرده بود.
او در سال ۱۳۷۸ پژوهشی درباره ی صیغه زنان با مسافرین خارجی و مذهبیون انجام داد و در این مقاله صیغه را نوعی تن‌فروشی خواند. این مقاله باعث شد او به ۱۱ هفته حبس در زندان توحید محکوم گردد. پس از خروج از ایران به آمریکا رفت و مقاله‌ای پیرامون این موضوع در روزنامه ویلج ویس نوشت.
در سال ۱۳۸۰ با همکاری جیمز ریجوی مقاله‌ای در نقد سازمان مجاهدین خلق ایران در ویلج ویس نوشت. سازمان مجاهدین خلق در واکنش به این مقاله کاملیا را به هم‌دستی با دولت جمهوری اسلامی ایران متهم کرد.
پس از خروج از ایران در خبرگزاری آسوشیتدپرس، رویترز و مجله ویلج ویس مشغول بکار بوده است. نوشته‌های وی در نیویورک تایمز، لوموند دیپلماتیک، الاهرام و سی ان ان به انتشار می‌رسد. کاملیا انتخابی‌فرد به عنوان کارشناس مسائل جهان عرب و ایران در شبکه بی‌بی‌سی فارسی، سی ام بی سی، آی ۲۴ نیوز، اسکای نیوز و شبکه العربیه و ایران اینترنشنال حاضر می‌شود.
او از سال ۲۰۱۹ سردبیر روزنامهٔ ایندپندنت فارسی است.